# Pseudophryne occidentalis
Pseudophryne occidentalis är en groddjursart som beskrevs av Parker 1940. Pseudophryne occidentalis ingår i släktet Pseudophryne och familjen Myobatrachidae. IUCN kategoriserar arten globalt som livskraftig. Inga underarter finns listade i Catalogue of Life.